# Alopecocyon
Alopecocyon — вимерлий рід хижих ссавців з родини пандових. Він важив всього приблизно 5 кг. Він був тісно пов'язаний із Сімоціоном, більшим членом його групи. Його скам’янілості знайдено у Франції, Польщі та Словаччині.